# ژان میکائل سری
ژان میکائل سری (فرانسوی: Jean Michaël Seri‎؛ زاده ۱۹ ژوئیهٔ ۱۹۹۱) بازیکن فوتبال اهل ساحل عاج است.
وی همچنین در تیم ملی فوتبال ساحل عاج بازی کرده‌است.